# Łomża (gemeente)
De gemeente Łomża is een landgemeente in het Poolse woiwodschap Podlachië, in powiat Łomżyński.
De zetel van de gemeente is in Łomża.
Op 30 juni 2004 telde de gemeente 9711 inwoners.

## Oppervlakte gegevens
In 2002 bedroeg de totale oppervlakte van gemeente Łomża 207,41 km², waarvan:
- agrarisch gebied: 75%
- bossen: 16%

De gemeente beslaat 15,32% van de totale oppervlakte van de powiat.

## Demografie
Stand op 30 juni 2004:
| Omschrijving                   | Totaal | Totaal | Vrouwen | Vrouwen | Mannen | Mannen |
| ------------------------------ | ------ | ------ | ------- | ------- | ------ | ------ |
| eenheid                        | aantal | %      | aantal  | %       | aantal | %      |
| inwoners                       | 9711   | 100    | 4828    | 49,7    | 4883   | 50,3   |
| bevolkingsdichtheid (inw./km²) | 46,8   | 46,8   | 23,3    | 23,3    | 23,5   | 23,5   |

In 2002 bedroeg het gemiddelde inkomen per inwoner 1192,65 zł.

## Administratieve plaatsen (sołectwo)
Andrzejki, Bacze Suche, Boguszyce, Bożenica, Chojny Młode, Czaplice, Dłużniewo, Gać, Giełczyn, Grzymały Szczepankowskie, Janowo, Jarnuty, Jednaczewo, Kisiołki, Konarzyce, Koty, Lutostań, Łochtynowo, Mikołajki, Milewo, Modzele-Skudosze, Modzele-Wypychy, Nowe Kupiski, Nowe Wyrzyki, Pniewo, Podgórze, Puchały, Rybno, Siemień Nadrzeczny, Siemień-Rowy, Sierzputy Młode, Stara Łomża nad Rzeką, Stara Łomża przy Szosie, Stare Chojny, Stare Kupiski, Stare Modzele, Stare Sierzputy, Wygoda, Zawady, Zosin.

## Overige plaatsen
Bacze-Lipnik, Mikołajew, Rubinówka.

## Aangrenzende gemeenten
Łomża, Mały Płock, Miastkowo, Nowogród, Piątnica, Rutki, Śniadowo, Wizna, Zambrów